# Oreophysa microphylla
Oreophysa microphylla är en ärtväxtart som först beskrevs av Hippolyte François Jaubert och Édouard Spach, och fick sitt nu gällande namn av Kasimierz Browicz. Oreophysa microphylla ingår i släktet Oreophysa och familjen ärtväxter. Inga underarter finns listade i Catalogue of Life.